# Vitalicio Seguros (equip ciclista)
El Vitalicio Seguros va ser un equip de ciclisme en ruta professional espanyol. Va competir entre 1998 i el 2000.
Va néixer el 1998 gràcies al patrocini de Vitalicio Seguros, una companyia d'assegurances. En aquest primer any l'equip ja té la llicència de primera categoria i així va poder tenir ciclistes com Andrea Ferrigato i Oliverio Rincón ajudats per joves com Óscar Freire i Juan Miguel Mercado.
L'equip va aconseguir competir a les grans voltes, amb victòries d'etapa al Giro i a la Volta a Espanya. En acabar el contracte de patrocini, l'equip va desaparèixer a la fi de la temporada de 2000.

## Principals victòries
- Volta a Catalunya de 1998: Hernán Buenahora

### Grans voltes
| - Tour de França - 2 participacions (1998, 1999) - 0 victòries d'etapa: - 0 victòria final | - Giro d'Itàlia - 3 participacions: (1998, 1999, 2000) - 4 victòries d'etapa: - 4 el 2000: Jan Hruška (2), Victor Hugo Peña, Álvaro González de Galdeano - 1 victòria secundària - Classificació per equips: 1999 | - Volta a Espanya - 3 participacions (1998, 1999, 2000) - 6 victòries d'etapa: - 3 el 1998: Andrei Zíntxenko (3) - 2 el 1999: Igor González de Galdeano (2) - 1 el 2000: Álvaro González de Galdeano - 0 victòria final: |

### Campionats nacionals
- Campionat d'Espanya en ruta (3): 1998, 1999 (Ángel Luis Casero), 2000 (Álvaro González de Galdeano)

## Classificacions UCI
Fins al 1998 els equips ciclistes es trobaven classificats dins l'UCI en una única categoria. El 1999 la classificació UCI per equips es dividí entre GSI, GSII i GSIII. D'acord amb aquesta classificació els Grups Esportius I són la primera categoria dels equips ciclistes professionals. La següent classificació estableix la posició de l'equip en finalitzar la temporada.
| Temporada | Classificació per equips | Millor ciclista en la classificació individual |
| --------- | ------------------------ | ---------------------------------------------- |
| 1998      | 18è                      | Daniel Clavero (69è)                           |
| 1999      | 14è                      | Igor González de Galdeano (23è)                |
| 2000      | 13è                      | Jan Hruška (57è)                               |